# Omori
Omori (стилизованное написание — OMORI; рус. Омори) — компьютерная ролевая игра, разработанная инди-студией Omocat. Вышла 25 декабря 2020 года на персональные компьютеры, а 17 июня 2022 года была портирована на Nintendo Switch, PlayStation 4 и Xbox One. Действие игры разворачивается в двух мирах — реальном и сюрреалистическом мире снов. По сюжету игрок управляет мальчиком-хикикомори по имени Санни и его альтер эго из мира снов Омори. Игрок выбирает, как они взаимодействуют между собой, что влияет на концовку игры. Omori затрагивает тему борьбы с психологической травмой и содержит элементы психологического хоррора. К концу игры главный герой либо преодолевает, либо подавляет свои страхи.
Игра основана на одноимённой серии веб-комиксов. Для финансирования разработки студия провела успешную кампанию на Kickstarter. Изначально выпуск игры был назначен на май 2015 года, но был перенесён. В конечном итоге она была выпущена для Windows и macOS в декабре 2020 года, спустя шесть лет после кампании. Omori тепло встретили критики, которые похвалили её за графику, элементы повествования и саундтрек. Различные издания сравнили проект с EarthBound и Yume Nikki, он был номинирован на несколько наград, выиграв в категории «Дерзко драматичная» DreamHack в 2021 году. По состоянию на декабрь 2022 года было продано более 1 миллиона копий игры.

## Игровой процесс

Во время сражений в Omori используется система по типу «камень-ножницы-бумага». Каждая эмоция сильна или слаба по отношению к другой, например, счастье побеждает злость, но проигрывает грусти

Omori вдохновлена традиционными японскими ролевыми играми. Игрок управляет группой из четырёх персонажей: Омори, Обри, Келом и Хиро. Каждый герой обладает уникальными навыками, которые можно использовать как в бою, так и при путешествии по миру. В игре есть побочные квесты и головоломки, которые можно решать для получения различных наград и навыков. Некоторые виды оружия и предметы можно купить за внутриигровую валюту. Вне боя группа исцеляется, а игрок имеет возможность сохранить свой прогресс.
Сражения проходят в пошаговом формате. При получении урона очки здоровья персонажа уменьшаются, а если они достигают нуля, персонаж терпит поражение и превращается в тостовый хлеб. На использование навыков герои тратят сок, запас которого ограничен. Баффы в Omori основаны на системе эмоций, которые в ходе битвы могут меняться у каждого члена группы или противника; обычно это происходит из-за действий другого персонажа. По умолчанию персонажи испытывают нейтральные эмоции без эффектов; злость увеличивает атаку, но снижает защиту; грусть увеличивает защиту, но снижает скорость; а счастье увеличивает удачу и скорость, но снижает точность попадания. Таким образом, счастье побеждает злость, злость побеждает грусть, а грусть побеждает счастье. Значимой частью игры является шкала энергии. В начале боя она заполнена на 3 очка, после чего пополняется на 1 очко после каждого получения урона вплоть до 10. При помощи энергии Омори и его друзья могут использовать дополнительные атаки, в которых участвуют несколько персонажей. Если шкала энергии заполнена полностью, то главный герой сможет использовать специальную атаку, после чего все члены группы начнут атаковать каждого противника одновременно.

## Сюжет
Главный герой, Омори, просыпается в «белом пространстве» — посреди белой комнаты, в которой он жил «столько, сколько себя помнит». Он открывает дверь в яркий мир — «свободное пространство», где встречает свою старшую сестру Мари, а также друзей: Обри, Кела, Хиро и Бэзила. Они просматривают свои общие фотографии, а затем решают посетить дом Бэзила. По пути Кел и Обри дерутся, повреждая альбом. Когда ребята приходят домой, Бэзил натыкается на незнакомую ранее фотографию из альбома и начинает паниковать. Происходящее резко обрывается и Омори перемещается обратно в белое пространство. Он пронзает себя ножом, показывая, что предыдущие события были сном мальчика-подростка Санни.
Проснувшись посреди ночи, Санни решает спуститься вниз, но сталкивается с кошмарной галлюцинацией, символизирующей его страх. После «битвы» Омори возвращается в постель и снова оказывается в белом пространстве. Он и его друзья обнаруживают, что Бэзил пропал без вести, и отправляются его спасать. Четверо героев исследуют различные регионы свободного пространства в поисках Бэзила, а Мари помогает им в этом. Группу постоянно отвлекают от поисков различные ситуации, в результате чего их память о Бэзиле постепенно угасает. Между тем игрок узнаёт, что в реальном мире Мари покончила жизнь самоубийством четыре года назад, что привело к отдалению друзей друг от друга. Келу и Хиро удаётся жить полноценной жизнью, Санни стал отчуждённым затворником, Обри — хулиганкой, а Бэзил — невротиком и параноиком.
В реальном мире Кел приходит проведать Санни. На улице они замечают Обри и её новых друзей, которые издеваются над Бэзилом. После битвы со своей старой подругой они забирают раннее украденный ею фотоальбом и возвращают его Бэзилу, однако обнаруживают пропажу некоторых фотографий. Во время совместного ужина Бэзил узнаёт о предстоящем отъезде Санни, что вызывает у него грусть. В мире снов компания возвращается в полуразрушенный дом друга. Омори прыгает через дыру в полу в «чёрное пространство». Бэзил много раз появляется в нём, неоднократно пытаясь поговорить с Омори о чём-то, но каждый раз умирает. В последней комнате Омори убивает Бэзила и садится на трон с массивными красными руками.
В последний день перед отъездом, Санни и Кел вместе с Хиро мирятся с Обри и находят пропавшие фотографии. Смирившись со смертью Мари, они решают провести последнюю ночь вместе в доме Бэзила. Во сне Санни сталкивается с правдой: во время ссоры перед их сольным концертом он нечаянно столкнул Мари с лестницы, что и привело к её смерти. Бэзил помог ему преподнести смерть сестры как самоубийство, повесив труп. Чувство вины Санни заставило его создать образ Омори, с помощью которого он очищал голову от тревожных мыслей каждый раз, когда вспоминал об инциденте. Санни снова просыпается посреди ночи, оставляя игроку выбор — либо противостоять Бэзилу, либо снова заснуть.
Если игрок отправится к Бэзилу, произойдёт ссора, в результате которой Санни потеряет глаз. Находясь без сознания, Санни вспоминает своё детство с друзьями и Мари, что даёт ему силы бросить вызов Омори. Однако альтер эго окажется сильнее.
- Если игрок попробует вступить в бой ещё раз, Санни встанет и выступит с Мари на их сольном концерте, а Омори обнимает его перед тем, как навсегда исчезнуть. В реальном мире Санни проснётся в больнице и направляется в комнату Бэзила, где признается друзьям в содеянном.
- Если игрок решит не продолжать битву, исчезнет Санни, а Омори останется. Очнувшись в больнице, он совершит самоубийство, спрыгнув с крыши.

В другой концовке Бэзил покончит жизнь самоубийством. В зависимости от выбора игрока, Санни может либо убить себя ножом, либо уехать с чувством вины. Если игрок изначально решит остаться дома и избегать Кела, откроется альтернативное прохождение, где Санни будет всё время проводить в мире снов. Игроку откроются новые боссы, квесты и локации. В конце игры главный герой также либо совершит суицид, либо уедет из дома.

## Разработка
Игра разрабатывалась в течение шести с половиной лет под руководством художника под псевдонимом Omocat. Изначально Omori задумывалась как графический роман, но Omocat принял решение создать видеоигру, которая позволит людям делать выбор по ходу истории. В качестве игрового движка был выбран RPG Maker. В 2014 году была запущена кампания на Kickstarter, закончившаяся успехом. Разработчик анонсировал порт игры на Nintendo 3DS, который не был выпущен, однако игра вышла на Nintendo Switch.
Дизайн игры был частично вдохновлён снами Omocat. Так, воображаемый мир Headspace основан на осознанных сновидениях. По мере продолжения разработки команде пришлось создать свою версию движка RPG Maker для улучшения визуального стиля, сюжета и игрового процесса. После того, как краудфандинговые деньги были полностью потрачены, для продолжения разработки Omocat принял решение продавать связанные с игрой товары. Omori была отложена на 2019 год, а позже и на начало 2020 года. Значительная часть финала игры была реализована всего за несколько месяцев до выхода
.
25 декабря 2020 года, спустя шесть лет после кампании на Kickstarter, игра была выпущена на macOS и Windows. Изначально она была доступна только на английском языке, однако 16 декабря 2021 года появилась японская локализация. 18 марта 2022 года была добавлена поддержка упрощённого китайского и корейского языков.
11 сентября 2019 года, во время презентации Playism на Tokyo Game Show, были анонсированы порты игры на Nintendo Switch, PlayStation 4 и Xbox One. Компания также объявила, что будет работать над японской локализацией игры. Во время презентации Indie World в декабре 2021 года было объявлено, что версия для Nintendo Switch выйдет во втором квартале 2022 года. Порты на Nintendo Switch, Xbox One и Series X/S в конечном итоге были выпущены 17 июня 2022 года. 24 июня того же года вышла версия для PlayStation 4. Портированием игры занималась сторонняя студия MP2 Games, которая включила в них дополнительный контент, которого нет в исходной версии для Steam. Физические копии для Nintendo Switch и PlayStation 4 изначально планировалось выпустить одновременно с цифровой версией, но они вышли только в начале июля
.
После удаления из подписочного сервиса Xbox Game Pass в конце июня 2023 года Omori также пропала из цифрового магазина Xbox. Omocat не делал официальных заявлений по этому поводу.

## Приём

### Рецензии
| Иноязычные издания    | Иноязычные издания |
| Издание               | Оценка             |
| --------------------- | ------------------ |
| Destructoid           | 8,5/10             |
| Nintendo Life         | [ 31 ]             |
| PC Gamer (US)         | 80/100             |
| Русскоязычные издания |                    |
| Издание               | Оценка             |
| Stopgame.ru           | «Изумительно»      |

Omori получила в основном положительные отзывы. Критики сравнили проект с такими играми, как EarthBound, Undertale и Yume Nikki. В особенности рецензенты хвалили Omori за тему борьбы с психологической травмой. Так, Рэйчел Уоттс из PC Gamer отметила, что игра «мастерски передаёт чувство преодоления тревоги», но раскритиковала некоторые её моменты за излишнюю мрачность. Джули Фукунага из журнала Wired высоко оценила глубину и психологическую тематику сюжета.
Мнения рецензентов о боевой системе разошлись. Патрик Хэнкок из Destructoid раскритиковал отсутствие стратегической глубины; рецензент заявил, что он «нашёл стратегию, которая [однажды] сработала, и, по сути, просто повторял её». Митч Фогель из Nintendo Life, напротив, назвал боевую механику уникальной и удачно дополняющей повествование, но раскритиковал её за низкую сложность. Кэт Бэйли из Rock Paper Shotgun похвалила «хорошо реализованные» бои и «сложных» боссов.
Темп повествования в основном подвергся критике. Митчу Фогелю из Nintendo Life он показался медленным. В Destructoid раскритиковали продолжительность второго акта, хотя рецензент отметил, что темп повествования финала ему понравился.
Художественное направление получило положительные отзывы. Рэйчел Уоттс из PC Gamer высоко оценила художественное оформление монстров, заявив, что сочетание различных художественных стилей «действительно усиливает ужас».
Кирилл Волошин из Stopgame.ru подытожил: «Omori рассказывает действительно непростую в эмоциональном плане историю, но и очень насыщенную, интригующую, поучительную, трогательную, способную вызвать разные чувства. А обилие квестов, необычных миров и локаций, юмора, интересных персонажей и ситуаций делает игру по-настоящему увлекательным и разнообразным приключением, а не слезливой эмо-сказочкой».

### Награды и номинации
| Год  | Награда                    | Категория                                   | Результат | Примечания |
| ---- | -------------------------- | ------------------------------------------- | --------- | ---------- |
| 2021 | Independent Games Festival | «Гран-при Шеймуса Макнелли»                 | Номинация | [ 36 ]     |
| 2021 | Independent Games Festival | «Превосходство в изобразительном искусстве» | Номинация | [ 36 ]     |
| 2021 | Dreamies                   | «Дерзко драматичная»                        | Победа    | [ 37 ]     |

### Продажи
В Японии версия Omori для Nintendo Switch была продана тиражом 2903 физических копии за первую неделю после выпуска, что сделало её девятнадцатой самой продаваемой игрой недели в стране. 31 декабря 2022 года официальный аккаунт игры в «Твиттере» объявил, что было продано 1 миллион копий.